# Бедный, Борис Васильевич
Бори́с Васи́льевич Бе́дный (12 (25) августа 1916, станица Ярославская, Кубанская область, Российская империя — 22 февраля 1977, Москва, СССР) — русский советский писатель, прозаик.

## Биография
Родился 12 (25 августа) 1916 года в станице Ярославская (ныне Мостовский район (Краснодарский край)) в семье учителя. Он окончил Майкопский лесной техникум и в 1941 году — Ленинградскую лесотехническую академию. Став специалистом по сплаву леса, Бедный приехал в Коми АССР, где стал работать инженером треста «Вычегсплав».
25 октября 1941 года был призван в ряды РККА. Окончил 4-месячные курсы младших лейтенантов при Пуховичском пехотном училище (Великий Устюг). С февраля 1942 проходил службу в должности командира стрелкового взвода 454 сп 100-й стрелковой дивизии на Воронежском фронте.
За боевые отличия 31 июля, 1 августа, 6 августа и 7 августа 1942 года (занятие опорных пунктов, неоднократное отражение атак врага) был представлен к награждению орденом Ленина, но в конце августа 1942 года попал в плен, где вёл себя достойно.
В списках воинской части прошёл как погибший в бою и посмертно был награждён орденом Красного Знамени приказом по войскам Воронежского фронта № 15/н от 9 сентября 1942 года. Освобождён в апреле 1945 года и, после проверки, в октябре 1945 года был демобилизован в звании младшего лейтенанта.
После демобилизации Борис Бедный вернулся к работе в лесной промышленности.

## Литературная деятельность
Писать Борис Бедный начал ещё до Великой Отечественной войны, но серьёзно занялся этим только в 1946 году. Он печатался в местной газете «За новый Север» («Красное знамя»), а в 1952 году поступил в Литературный институт. В том же 1952 году вышла книга его повестей и рассказов «Большой поток», посвящённая работникам лесной промышленности. В 1961 году была опубликована повесть «Девчата», ставшая наиболее популярной работой писателя. Повесть была переведена на 15 языков, по ней была снята популярная одноимённая кинокомедия. Также по его произведениям и его сценариям были сняты фильмы «Степные зори» (1953) и «Капа» (1968).
Произведения Бориса Бедного посвящены людям рабочих профессий, их нравственному и духовному облику.
Бедный занимался преподавательской деятельностью в Литературном институте и вёл семинары на Высших литературных курсах. Его учениками были Михаил Алексеев, Чингиз Айтматов, Анатолий Аграновский, Игнатий Дворецкий.
Умер 22 февраля 1977 года от сердечного приступа. Похоронен в Москве на Востряковском кладбище.